# Jan Ostaszewski (działacz emigracji)
Jan Ostaszewski (ur. 27 maja 1905 w Warszawie, zm. 6 października 1974 w Londynie) – działacz emigracji polskiej w Londynie, prawnik, socjolog, politolog, tłumacz, wykładowca w Szkole Nauk Politycznych i Społecznych w Londynie.

## Życiorys
Urodził się 27 maja 1905 w Warszawie jako syn Mieczysława Ostaszewskiego (1876–1917) i Zofii Bogumiły z Daleckich (1878–1943). Po ukończeniu w 1929 studiów prawa na Uniwersytecie Warszawskim pracował jako radca prawny w Ministerstwie Komunikacji. Publikował w tym czasie szkice literackie w “Meteorze”, krytyczne studia literackie w “Drodze” i drobne nowele na łamach „Kwadrygi”.
Po wybuchu II wojny i agresji ZSRR na Polskę był więziony w sowieckich łagrach. Wydostał się stamtąd zaciągając się do wojska polskiego. Został adiutantem generała Bronisława Rakowskiego w Ośrodku Organizacyjnym PSZ, następnie znalazł się w otoczeniu pułkownika Leona Wacława Koca. W 1943 znalazł się w Syrii i Palestynie, w 1944–1946 we Włoszech. Pracował (od kwietnia 1945) w Ośrodku Kultury i Prasy oraz w redakcji “Orła Białego” (dział krajowy), pisma 2. Korpusu, którego redaktorami byli m.in. Jerzy Giedroyc i Gustaw Herling-Grudziński. W tym czasie wydał w Rzymie książkę Powstanie warszawskie (Londyn 1945).
Od końca 1946 stale mieszkał w Anglii, gdzie związał swe losy z otwierającą się wówczas polską Szkołą Nauk Politycznych i Społecznych (SNPS) w Londynie, powołaną przez Rząd Rzeczypospolitej Polskiej na uchodźstwie do kształcenia kadr dla polskiego uchodźstwa niepodległościowego. Początkowo wykładał brytyjskie prawo konstytucyjne. Następnie został sekretarzem generalnym tej uczelni, zapoczątkowując wykłady publiczne i otwarte dyskusje. Wykładał doktryny społeczno-polityczne. Utworzył Ośrodek Wydawniczy SNPS, w którym publikował m.in. prace naukowe pod swoją redakcją, w tym antologie tekstów z dziedziny nauk politycznych i socjologii.
Opublikował m.in. takie pozycje jak: Bibliografia współczesnej literatury zachodniej z zakresu ekonomii i nauki o państwie (Londyn 1960), Uwarstwienie a rozwój społeczny. Wybór pism (1964), Demokracja a ideał społeczny. Wybór pism (Londyn 1967). Modern Poland between East and West – Six Essays (pod pseudonimem M. Dalecki, Londyn 1971).
W antologii tekstów socjologicznych na temat uwarstwienia społecznego pragnął dać odpowiedź na pytanie, jak współczesne społeczeństwa mimo wewnętrznego uwarstwienia utrzymują, wbrew przewidywaniom Marksa, stan równowagi społecznej. Książka, przemycana do Polski, cieszyła się w kraju dużym zainteresowaniem.
Był ożeniony z Teresą Marią Krassowską, córką Ludwika Mariana Krassowskiego i Anny Marii Prażmowskiej.
Zmarł 6 października 1974. Został pochowany na cmentarzu North Sheen w Londynie.